# 立志神社
立志神社（りゅうしじんじゃ）は、滋賀県湖南市三雲にある神社。

## 最も古い記録
6世紀頃に飢饉で苦しむ人々のために天皇が十二社の神社に使いを送って祈願したとされ立志神社はその十二社の内の一社であるとされる。
ちなみに京都の賀茂社（賀茂御祖神社と賀茂別雷神社）で行われる葵祭も欽明天皇期の飢饉を発祥としており、十二社の祈祷所の一社であると考えられる。